# 施塔特罗达
施塔特罗达（德語：Stadtroda，發音：[ʃtatˈʁoːda] ⓘ；1925年之前名为罗达 (Roda)）是德国图林根州萨勒-霍尔茨兰县的城市，面积24.18平方千米，2023年12月31日人口为6,684人。2019年1月1日，市镇博尔贝格和奎尔拉并入施塔特罗达。

## 历史
有说法认为，浮士德于1480年出生在罗达。后来，他的住所被拆毁，于1896年转卖给了芝加哥，并于世界博览会的德国大厅展出，最终下落不明。
在德意志帝国（1871年—1918年）时期，罗达是萨克森-阿尔滕堡公国的一部分。